# Tayna Lawrence
Tayna Lawrence (Spanish Town, Jamaica; 17 de septiembre de 1975) es una atleta jamaicana, especializada en la prueba de 4 x 100 m en la que llegó a ser campeona olímpica en 2004.

## Carrera deportiva
En los JJ. OO. de Sídney 2000 ganó la plata en los 100 metros, empatada con la griega Ekaterini Thanou y por delante de su compatriota la también jamaicana Merlene Ottey; el oro le fue retirado a Marion Jones por dar positivo en un test antidopaje.
En los JJ. OO. de Atenas 2004 ganó la medalla de oro en los relevos 4 x 100 metros, con un tiempo de 41.73 segundos, llegando por delante de Rusia y Francia, siendo sus compañeras de equipo: Sherone Simpson, Beverly McDonald, Aleen Bailey y Veronica Campbell.